# ناحیه فرندشیپ، میشیگان
ناحیه فرندشیپ (به انگلیسی: Friendship Township) یک منطقهٔ مسکونی در ایالات متحده آمریکا است که در شهرستان امت، میشیگان واقع شده‌است.
 ناحیه فرندشیپ  ۸۸۹ نفر جمعیت دارد و ۲۹۵ متر بالاتر از سطح دریا واقع شده‌است.